# Zdobycie holenderskiej floty w Den Helder
Zdobycie holenderskiej floty w Den Helder – wydarzenie w styczniu 1795 roku podczas wojny I koalicji antyfrancuskiej z Republiką Francuską, do którego doszło na zamarzniętej rzece Nieuwediep niedaleko holenderskiego miasta Den Helder. Źródła francuskie podają, że tego dnia francuska kawaleria zaatakowała i zdobyła holenderskie okręty, uwięzione przez lód pokrywający powierzchnię rzeki, natomiast źródła holenderskie twierdzą, że załogi okrętów otrzymały rozkaz, aby nie stawiać żadnego oporu. Prawdopodobnie do powstania tego mitu przyczynił się fakt, że część francuskich huzarów przejechała przez lód na uwięziony okręt w celu odbycia rokowań między oficerami obu stron.

## Opis
Zima 1794–1795 była wyjątkowo sroga. Zatokę Zuiderzee można było pokonać pieszo. Holenderskim okrętom wojennym zacumowanym w zatoce i koło wyspy Texel zagrażał lód i musiały przenieść się do portów w Amsterdamie, Enkhuizen i Nieuwediep. W tym ostatnim miejscu znajdowało się piętnaście okrętów, z których jedenaście było uzbrojonych i obsadzonych załogą, pod dowództwem kapitana Hermanusa Reijntjesa. Okręty te stanowiły większość holenderskiej floty wojennej.
W tym samym czasie wojska francuskie posuwały się na północ przez zamarznięte rzeki i zajęły większość Holandii. Dla Francuzów ważne było przejęcie kontroli nad miastem Den Helder, aby nie wpadło w ręce Brytyjczyków. Ponadto chcieli uniemożliwić flocie holenderskiej ucieczkę do Zelandii lub Anglii.

## Kapitulacja
Jan Willem de Winter, były oficer Koninklijke Marine, uciekł do Francji w 1787 roku i awansował do stopnia generała brygady. 22 lub 23 stycznia 1795 roku dowodził pułkiem francuskich huzarów jadącym z kierunku Haarlemu do Den Helder w celu zdobycia miasta i skutych lodem okrętów. Prawdopodobnie został do tego wyznaczony, ponieważ znał sposób myślenia i taktykę holenderskiej marynarki wojennej. Żołnierze przemaszerowali drogą lądową (a nie przez zatokę Zuiderzee, jak twierdzą źródła francuskie) i przybyli w nocy 23 stycznia. Następnego dnia kilku huzarów przemierzyło konno zamarznięty akwen, kierując się w stronę okrętu liniowego „Admiraal Piet Heyn”, na którym znajdował się dowódca Reijntjes. Prawdopodobnie ustnie zgodził się on nie stawiać żadnego oporu. Reijntjes został do tego upoważniony na podstawie pisemnego rozkazu otrzymanego 21 stycznia, podpisanego przez admirała Jana Hendrika van Kinsbergena, głównodowodzącego floty.